# Wizz Air Hungary
Wizz Air Hungary ist eine ungarische Tochterfluggesellschaft der Billigfluggesellschaft Wizz Air. Sie wurde als erste und wichtigste Fluglinie der Wizz Air Gruppe im Jahr 2003 von József Váradi, mit Sitz in Budapest gegründet. Mit 99 Flugzeugen ist sie weiterhin die größte Fluglinie der Wizz Air Gruppe.

## Flugbetrieb
Die Fluggesellschaft hat ihren ersten kommerziellen Flug am 19. Mai 2004 von Katowice nach London-Luton durchgeführt.
Wizz Air Hungary wurde 2020 die erste Fluggesellschaft, deren Air Operator Certificate von der Europäischen Agentur für Flugsicherheit ausgestellt wurde. Die Betriebsgenehmigung (Operating Licence) und die Streckengenehmigungen werden weiterhin von den ungarischen Behörden ausgestellt und kontrolliert.

## Flotte
Mit Stand April 2025 besteht die Flotte der Wizz Air Hungary aus 98 Flugzeugen mit einem Durchschnittsalter von 6,5 Jahren:
| Flugzeugtyp     | Anzahl | Bestellt | Anmerkungen                                    | Sitzplätze | Durchschnittsalter |
| --------------- | ------ | -------- | ---------------------------------------------- | ---------- | ------------------ |
| Airbus A320-200 | 19     |          | zwölf mit Sharklets ausgestattet; fünf inaktiv | 180        | 12,4 Jahre         |
| Airbus A321-200 | 33     |          | mit Sharklets ausgestattet                     | 230        | 07,8 Jahre         |
| Airbus A321neo  | 46     | 2        | 23 inaktiv                                     | 239        | 03,2 Jahre         |
| Gesamt          | 98     | 2        |                                                |            | 06,5 Jahre         |

### Aktuelle Sonderbemalungen
| Flugzeugtyp    | Luftfahrzeugkennzeichen | Bemalung       | Zeitraum      | Bild |
| -------------- | ----------------------- | -------------- | ------------- | --- |
| Airbus A321neo | HA-LGI                  | „Team Hungary“ | seit Mai 2024 | Bild gesucht Die Wikipedia wünscht sich an dieser Stelle ein Bild. Falls du dabei helfen möchtest, erklärt die Anleitung , wie das geht. |